# Bulbofylum
Bulbofylum, bulwolist (Bulbophyllum) – rodzaj roślin z rodziny storczykowatych (Orchidaceae). Należy do niego co najmniej 1884 gatunków o nazwach zweryfikowanych i zaakceptowanych. Są to epifity występujące w strefie równikowej głównie Starego Świata, w mniejszej liczbie rodzajów w Nowym Świecie. Kwiaty są silnie pachnące, czasem odrażająco.

## Morfologia
PokrójEpifity o kłączach rozgałęziających się sympodialnie. Kłącza zwykle długie, pełzające lub zwisające, wydające liczne pseudobulwy, rzadko rośliny bez nich.
LiścieZe szczytów pseudobulw wyrasta najczęściej jeden liść, czasem dwa lub trzy. Blaszka skórzasta, różnych rozmiarów.
KwiatyZ nasady pseudobulwy lub rzadziej z kłącza wyrastają kwiatostany z 1–15 kwiatami, o różnych barwach i kształcie, zwykle o dużych rozmiarach. Kwiaty wsparte są drobnymi zwykle przysadkami.

## Systematyka
Rodzaj sklasyfikowany do podplemienia Dendrobiinae w plemieniu Dendrobieae, podrodzina epidendronowe (Epidendroideae), rodzina storczykowate (Orchidaceae), rząd szparagowce (Asparagales) w obrębie roślin jednoliściennych.